# Тафт-Гайтс (Каліфорнія)
Тафт-Гайтс (англ. Taft Heights) — переписна місцевість (CDP) в США, в окрузі Керн штату Каліфорнія. Населення — 1999 осіб (2020).

## Географія
Тафт-Гайтс розташований за координатами 35°8′1″ пн. ш. 119°28′16″ зх. д. / 35.13361° пн. ш. 119.47111° зх. д. (35.133674, -119.471201).  За даними Бюро перепису населення США в 2010 році переписна місцевість мала площу 0,79 км², уся площа — суходіл.

## Демографія
Згідно з переписом 2010 року, у переписній місцевості мешкало 1949 осіб у 674 домогосподарствах у складі 477 родин. Густота населення становила 2483 особи/км².  Було 776 помешкань (989/км²).
Расовий склад населення:
| - 82,2 % — білих - 1,8 % — корінних американців - 0,8 % — чорних або афроамериканців - 0,6 % — азіатів - 11,3 % — осіб інших рас |

До двох чи більше рас належало 3,4 %. Частка іспаномовних становила 22,6 % від усіх жителів.
За віковим діапазоном населення розподілялося таким чином: 30,2 % — особи молодші 18 років, 60,9 % — особи у віці 18—64 років, 8,9 % — особи у віці 65 років та старші. Медіана віку мешканця становила 29,3 року. На 100 осіб жіночої статі у переписній місцевості припадало 98,9 чоловіків;  на 100 жінок у віці від 18 років та старших — 91,5 чоловіків також старших 18 років.
Середній дохід на одне домашнє господарство  становив 56 024 долари США (медіана — 60 485), а середній дохід на одну сім'ю — 57 016 доларів (медіана — 54 714). За межею бідності перебувало 24,7 % осіб, у тому числі 28,5 % дітей у віці до 18 років та 6,0 % осіб у віці 65 років та старших.
Цивільне працевлаштоване населення становило 994 особи. Основні галузі зайнятості: сільське господарство, лісництво, риболовля — 40,1 %, будівництво — 10,7 %, освіта, охорона здоров'я та соціальна допомога — 7,9 %, роздрібна торгівля — 5,5 %.